# Mehmet Aurélio
Marco Aurélio Brito dos Prazeres detto Mehmet Aurélio (Rio de Janeiro, 15 dicembre 1977) è un allenatore di calcio ed ex calciatore brasiliano naturalizzato turco, di ruolo centrocampista.

## Carriera

### Club
Mehmet Aurélio ha iniziato a giocare nel 1993 nelle giovanili del Bangu. Nel 1995 è passato al Flamengo e nel 2001 all'Olaria prima di trasferirsi in Turchia.
In Turchia ha firmato per il Trabzonspor, con cui ha vinto una Coppa di Turchia.
Nel 2003 è stato acquistato dal Fenerbahçe, club con cui ha conquistato 3 campionati turchi e una Supercoppa di Turchia.
Dopo 5 anni nel 2008 lascia il club per trasferirsi al Betis.

### Nazionale
Dopo aver acquisito la cittadinanza turca, ha esordito nella nazionale turca il 16 agosto 2006 in amichevole contro il Lussemburgo (1-0), diventando il primo calciatore naturalizzato a disputare una partita per la Turchia. Ha realizzato il primo gol in nazionale il 12 settembre 2007 in Turchia-Ungheria (3-0), segnando al 72º minuto la rete del momentaneo 2-0.
Con la nazionale turca ha partecipato all'Europeo 2008, dove la Turchia è stata eliminata in semifinale dalla Germania, disputando 4 delle 5 le partite della sua nazionale.

## Palmarès

### Giocatore

#### Competizioni nazionali
- Campionato Carioca: 4

Flamengo: 1996, 1999, 2000, 2001
- Taça Guanabara: 2

Flamengo: 1999, 2001
- Taça Rio: 1

Flamengo: 2000
- Coppa dei Campioni brasiliana: 1

Flamengo: 2001
- Coppa di Turchia: 2

Trabzonspor: 2003
Beşiktaş: 2011
- Supercoppa di Turchia: 1

Fenerbahçe: 2003
- Campionato turco: 3

Fenerbahçe: 2003-2004, 2004-2005, 2006-2007

#### Competizioni internazionali
- Coppa Mercosur: 1

Flamengo: 1999